# José Joaquín de Alvarado y Alvarado
José Joaquín de Alvarado y Alvarado (n. Cartago, Costa Rica, 28 de junio de 1780 - m. Cartago, Costa Rica, 1824) fue un sacerdote costarricense, firmante del Acta de Independencia de Costa Rica en 1821.

## Datos familiares
Fue hijo de don José Antonio de Alvarado y Ocampo Golfín y doña Antonia Benita de Alvarado y Baeza, quienes casaron en Cartago el 26 de abril de 1778. Tío materno suyo fue el presbítero don Pedro José de Alvarado y Baeza, vicario eclesiástico de Costa Rica y presidente de la Junta Gubernativa interina que gobernó del 1° de diciembre de 1821 al 6 de enero de 1822. Tanto por su padre como por su madre descendía de don Jorge de Alvarado y Contreras, hermano del adelantado de Guatemala don Pedro de Alvarado.
Hermanos suyos fueron María Ignacia (15.2.1779), Ana Benita Baltasara de Jesús (15.1.1782), Josefa Ramona Isidora (5.4.1783), Nicolás Agustín {30.8.1787), Juan de Dios (27.1.1793), Mateo de Dios (20.9.1795), Petronila Irene (2.10.1796), Juana de Dios (20.2.1798) y Ana Rita de Alvarado y Alvarado.

## Carrera eclesiástica
Cursó sus estudios sacerdotales en Guatemala, donde recibió el sacramento de la ordenación. 
Fue nombrado cura propio de Aguanqueterique, en el obispado de Comayagua, función que todavía desempeñaba en 1819. De regreso en Costa Rica, el 15 de julio de 1820 dio poder a su hermano don Nicolás, residente en la villa de Choluteca, para que presentara al obispado de Comayagua las legítimas causales que tenía para renunciar al curato de Aguantequerite. Fue nombrado como cura rector o párroco de la ciudad de Cartago.

## Actuación política
Era cura de Cartago cuando Costa Rica decidió separarse de España y el 29 de octubre de 1821 suscribió en Cartago el Acta de Independencia junto con el jefe político subalterno de Costa Rica don Juan Manuel de Cañas Trujillo y otros prominentes personajes de la época. El 1° de noviembre, el vecindario de la ciudad de Cartago prestó el juramento a la Independencia con gran solemnidad en manos del padre Alvarado.
La población de Tres Ríos lo eligió el 21 noviembre de 1821 como su representante en la Junta de Legados de los Pueblos, pero declinó el cargo.
El terremoto de Cartago del 7 de marzo de 1822 destruyó su casa de habitación. 
Fue partidario de la anexión de Costa Rica al Imperio Mexicano de Don Agustín I. Apoyó el golpe militar del 29 de marzo de 1823 encabezado por el capitán don Joaquín de Oreamuno y Muñoz de la Trinidad y colaboró en los preparativos de las fuerzas cartaginesas en la Guerra Civil de 1823. Por estos motivos después del conflicto fue detenido y conducido a la ciudad de San José, donde se le mantuvo detenido durante un tiempo considerable.
Después de ser liberado enfermó de mucha gravedad y testó en Cartago el 9 de abril de 1824. Murió poco después, a la edad de cuarenta y tres años. Dejó como principales herederas a sus hermanas solteras doña Irene y doña Rita de Alvarado, pero dejó legados considerables para los pobres de Cartago y las principales necesidades de la parroquia.